# Escherichia coli O157:H7

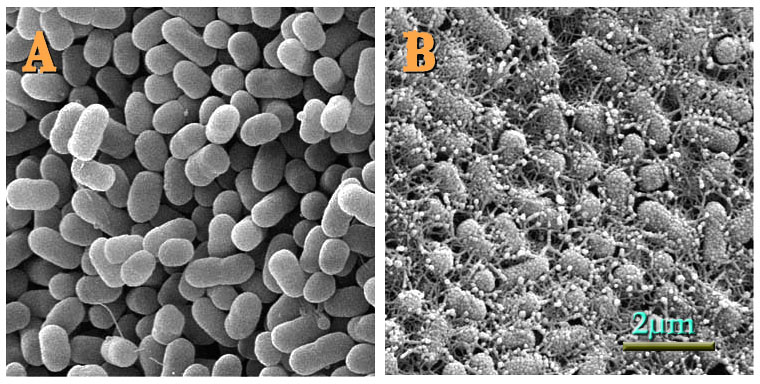
Imágenes topográficas de colonias de E. coli O157: cepas H7 (A) 43895OW (curli no productoras) y (B) 43895OR (curli productoras) cultivadas en agar durante 48 h a 28 °C

La Escherichia coli O157:H7 es una cepa enterohemorrágica de la bacteria E. coli y una causa de intoxicación alimentaria debido a la producción de verotoxina.
La infección conduce frecuentemente a una diarrea hemorrágica y ocasionalmente a una falla renal (Síndrome urémico hemolítico), esto especialmente en infantes y ancianos. La transmisión se da a través de la vía fecal oral, asociada a comer alimentos crudos, carne contaminada y a nadar o beber en aguas contaminadas.
El brote del síndrome urémico hemolítico de 2011 se debió a la cepa E. coli O104:H4

## Bacteriología

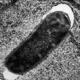
E. coli O157:H7

E. coli de serotipo O157:H7 es una bacteria Gram negativa con forma de bastón. La "O" en el nombre se refiere al número antígeno de la pared celular (antígeno somático), mientras que la  "H" se refiere al antígeno del flagelo. Otros serotipos podrían causar una enfermedad (usualmente menos severa), pero este artículo se refiere solo a la cepa O157:H7. Otras bacterias pueden clasificarse por "K" o antígenos capsulares. La O viene de ohne Hauch en alemán ("sin película"; la H significa película y "K" —de Kapsel— significa "cápsula"). Este es uno de los cientos de serotipos de bacteria Escherichia coli.
Aunque la mayoría de las formas son inócuas y se encuentran por lo general en los intestinos de los mamíferos, este tipo puede producir toxinas de tipo Shiga y causar una enfermedad grave y es un  miembro de una clase de E. coli patógena conocida como escherichia coli enterohemorrágica o EHEC. A veces se les llama por su capacidad de producir toxinas como E. coli productora de verotoxina (VTEC) o E. coli productora de toxinas de tipo Shiga (STEC en inglés).
Se reconoció a la E. coli O157:H7 como patógeno por primera vez e 1982, cuando apareció un brote gastrointestinal poco común. Se pudo identificar el origen en hamburguesas contaminadas y la enfermedad resultó semejante a la de otros incidentes en EUA y Japón. El agente etiológico de la enfermedad fue identificado como un serotipo raro O157:H7 de la E. coli en 1983. Este serotipo solo había sido aislado una vez con anterioridad, en un paciente en 1975.
La catalasa periplásmica está codificada en el plásmido pO157. Se piensa que está relacionada con la virulencia al dar protección oxidativa adicional cuando ocurre la infección del huésped.

## Transmisión
E. coli O157:H7 es una causa emergente de enfermedad transmitida por los alimentos. Se estima que cada año ocurren en los Estados Unidos 73,000 casos de infección y 61 muertes. La infección conduce a menudo a diarrea sanguinolenta y, ocasionalmente, a fallo renal. La mayor incidencia de la enfermedad ha estado asociada con consumir carne de vacuno picada contaminada e insuficientemente cocinada. El contacto de una persona a otra en las familias y las guarderías también es una modalidad importante de transmisión. La infección también puede ocurrir después de beber leche cruda y después de nadar o beber agua contaminada por contacto con excrementos animales, aguas cloacales o de alcantarillado.
Los consumidores pueden prevenir la infección con la E. coli O157:H7 cocinando bien la carne de vacuno picada, evitando la leche no pasteurizada y lavándose bien las manos. 
Debido a que el organismo vive en los intestinos de ganado vacuno saludable, se están investigando medidas preventivas en los criaderos de vacuno y durante la elaboración de la carne.
El organismo puede hallarse en un pequeño número de criaderos de vacuno y puede vivir en los intestinos del ganado saludable. La carne puede contaminarse durante el sacrificio de los animales y el microorganismo puede mezclarse completamente con la carne de vacuno cuando se pica. Las bacterias presentes en las ubres de las vacas o en el equipo utilizado para extraer la leche pueden introducirse en la leche cruda.
El consumir carne, especialmente de vacuno picada (hamburguesas, albóndigas, chorizos, salami o salame), que no ha sido cocinada suficientemente para matar la Escherichia coli O157:H7 puede ocasionar la infección. Se requiere una temperatura de más de 72 °C en  el interior del alimento para matar la bacteria. La carne contaminada se asemeja a la normal y huele como la carne normal. La ingestión de tan solo 100-200 organismos es suficiente para desencadenar la enfermedad.
Entre otras fuentes conocidas de la infección figuran el consumo de coles de Bruselas, lechuga, leche y zumos no pasteurizados y después de nadar o beber agua contaminada por contacto con excrementos animales, aguas cloacales o de alcantarillado.
Las bacterias que se encuentran en las deposiciones diarreicas de las personas infectadas pueden transmitirse de una persona a otra si los hábitos de higiene son inadecuados como por ejemplo si las personas no se lavan las manos.
Esto es particularmente probable entre los niños de corta edad que no están adiestrados en el uso del inodoro (o excusado). Los miembros de la familia y los compañeros de estos niños están sometidos a alto riesgo de contraer la infección.
Los niños de corta edad por lo general excretan el microorganismo en sus heces hasta una o dos semanas después de haberse declarado la enfermedad. Los niños mayores rara vez son portadores del microorganismo sin mostrar síntomas .